# واشنطن أوليفيرا
واشنطن أوليفيرا (بالإسبانية: Washington Olivera)‏ (7 أبريل 1953 بمونتفيدو في الأوروغواي - ) هو مدرب كرة قدم ولاعب كرة قدم أوروغواني في مركز الهجوم. شارك مع منتخب الأوروغواي لكرة القدم. أما مع النوادي، فقد لعب مع إيفرتون دي فينا ديل مار وبنيارول ومونتيفيديو واندررز ونادي أوهيجينس ونادي بويبلا ونادي راسينغ وناسيونال مونتيفيديو وTampa Bay Rowdies ‏ وتامبا باي راوديز وProvincial Osorno ‏ وأتليتيكو بروغريسو ‏ ونادي لويس أنخيل فيربو ونادي كوبريلوا.

## وصلات خارجية
- واشنطن أوليفيرا على موقع قاعدة بيانات كرة القدم.إي يو (الإنجليزية)
- واشنطن أوليفيرا على موقع ناشيونال فوتبول تيمز (الإنجليزية)